# Hovedstaden (dokumentarfilm)
Hovedstaden er en dansk dokumentarfilm fra 1962 instrueret af Per Larsen efter eget manuskript.

## Handling
Et stemningsbillede af livet i København en sommerdag. Byen vågner med gadefejere, mælkedrenge og kanonsalut. Fabriksfløjterne pifter, sporvognene kører, og børn vinker farvel til deres forældre. Dagen fortsætter i værksteder, på fabrikker, i klasselokaler og med turiststrømmen rundt i byen. Småbåde og store fragtskibe passerer hinanden under Langebro. Der er tid til pauser - en drink på Frascatti eller en pølse på Rådhuspladsen. Fyraften, fritidsaktiviteter og middagsmad omkring familiens spisebord. Aftenen kan tilbringes på et af byens jazzsteder eller foran tv'et hjemme i stuen.